# Minaj
Minaj (ukránul: Минай [Minaj]) falu Ukrajnában, Kárpátalján, az Ungvári járásban.

## Fekvése
Ungvártól 4 km-re délnyugatra fekszik.

## Nevének eredete
Neve a szláv Ninaj személynévből ered, mely az idők során Minajjá módosult.

## Története
1273-ban „Ninay” néven említik először. A 14. században „Néna” néven említik. Református temploma a 17. század második felében épült az 1666-ban lebontott fatemplom helyére.
A 18. század végén Vályi András így ír róla: „MINAJ. Magyar falu Ungvár Várm. földes Urai több Uraságok, lakosai külömbfélék, fekszik Ungvárhoz 1 mértföldnyire, határja jó, vagyonnyai külömbfélék, el adásra alkalmatos módgyok van.”
Fényes Elek 1851-ben kiadott geográfiai szótárában így ír a faluról: „Minay, magyar-orosz f., Ungh vmegyében, Unghvárhoz 1/4 mfdnyire, 55 r., 120 g. kath., 109 ref., 158 zsidó lak., ref. templom, synagoga. F. u. Minay, Lüley s m.”
A trianoni diktátum előtt Ung vármegye Ungvári járásához tartozott. Ekkor Csehszlovákiához csatolták. 1938–44 között visszakerült Magyarországhoz.
1945-ben Szovjetunióhoz csatolták a települést. 1991 óta Ukrajna része. 2020-ig Kincseshomokhoz tartozott.

## Népessége
1910-ben 350, túlnyomórészt magyar lakosa volt.
| 2001 | 3 088 |

A népesség anyanyelv szerinti megoszlása a teljes népesség %-ában (2001)

## Reformátussága
A 16. század vége felé már szerepel mint református leányegyház Ungvárhoz csatolva (1589), melynek papját fizeti. 1720 körül zavaros az Ungvárhoz való viszonya, úgy látszik, hogy ekkor és még valamivel később (1739-1744) is az önállósulás gondolatával foglalkozik. 1720-ban prédikátora is van Szalánczy István személyében, 1739-1744 között meg egy lévitájáról, Zilairól tesz említést a „Liber Ecclesiae”.
Annyi bizonyos, hogy 1648-ban már anyaegyházközség volt.
„A legelső parochiája volt az Ns. Ilosvay família adománya, melly vagyon a' falunak napnyugat felől való végén, a délfelől való soron, most a' szomszédjai: napnyugatról a' mező; napkeletről a' Lőley Ferenc Ur Hitvesének, Minay Anna Asszonynak, Trunkó László vagy Hoják nevű jobbágy telke. Mellynek elidegenedéséről így beszéllenek hallomásból az éltesebb emberek: 1688-tól fogva 1711-ig lakott ott egy Vetési Sámuel nevű Predicátor, aki bizonyos Csókás nevű Úrral valamelly alkalmatossággal öszve szóllalkozván, általa megverettetett; melly tselekedésükre az Eklesia, az említett Urat perbe idézvén, megnyerte, 's törvényesen elfoglalt Tőle egy telket, melly a' Templomhoz közel volt. Alkalmatossabb lakását látván azért ebben a' Telekben a' Prédikátornak belé szállította; a' régi Parochiát pedig árendába adta Minay Sigmondnak, aki éppen akkor Curator volt; de ez, ilyen szint találván a' Parochia elidegenítésére; az árendát egy néhány esztendőkig elvonván, magának eltulajdonította; sőt azután a' Gazdasszonyának, Vadászi Katának 40 forintokban inscribálta, a' kitől most említett Minay Anna Asszony Édes Attya azon summában kiváltván, most is birja. Azonban a' Csókás Ur maradéki az elfoglalt telket ki váltván, az Eklesia kéntelenittetett azon mostani Parochiát szerezni.” (Egyházmegyei levéltár)
A legrégibb parókiális telek és épület tehát ilyen módon elveszett. E szorult helyzetében az egyház 1780-ban 100 vonás forint kölcsönért Minay Annától 20 évre zálogba kapott egy fél kuriális helyet, melybe beköltöztette a parókust. A 20 év eltelt és ha Minay Anna a szerződés értelmében kiváltja a fél kuriális helyet, akkor az egyház ismét lelkészlak nélkül maradt volna. Éppen ezért újra bért fizet az egyházközség Minay Annának, 80 vonás forintot, amiért újabb húsz évre kibérelte a fél kúriát (1800. április 24.).
A régi rozoga templom helyett 1788-ban építettek újat. Ehhez a ns. Váradi család adta a telket, a parókiától a templomhoz való utat meg az Orémus család biztosította azáltal, hogy a közbeeső telkét nagylelkűen átengedte az egyháznak (1791. április 25.). E fatemplomnak, jobban mondva imaháznak (oratórium) csupán haranglábja volt, rajta a 80 fontos haranggal, melyet a református gyülekezet még 1640-ben öntetett. Felirata: „Georg Wierd Mich. Goss. 1640.” (Híres eperjesi harangöntő cég a 17. században.)
Ez a fatemplom idővel, mintegy 80 esztendei szolgálat alatt roskadozni kezdett, úgyhogy a világi hatóság életveszélyes volta miatt be is záratta, és mert ez a Ketergény felé eső kertek végében, a mezőn állt, helyette 1866-ban Minay Péter új telket adományozott az egyháznak a falu közepén. A 20 öl hosszú és 10 öl széles új telken még abban az évben elkezdték a hívek az új templom építését, kőből és téglából, de tornyot csak 1910-ben építettek hozzá; amikor is – nagyrészt a Horváth Mária-alapból – renoválták az épületet. Ekkor a mennyezetét bolthajtásossá alakították át, a tornyot és a templom tetejét pedig bádoggal fedték be. 1885-ben építették meg az új lelkészlakást, melynek telkét 1872-ben, állami iskolatelek céljára 2000 forintért eladott parókiális telek árából vásárolták meg.
A minaji anyaegyház legrégebbi írott adatai az 1767. évben kezdődő keresztségi, 1768. évi házassági, 1783. évi halotti anyakönyvben található feljegyzések, amelyek 1790-ig latinul, attól kezdve pedig magyar nyelven vannak vezetve.
A hitközség egyházi edényei inkább történeti, mint műértékkel bírnak és a szomszédos, egykor önálló, virágzó gyülekezetekből kerültek át, amelyek ma Minaj társegyházaivá zsugorodtak össze.